# Polycirrus aquila
Polycirrus aquila är en ringmaskart som beskrevs av Maurice Caullery 1944. Polycirrus aquila ingår i släktet Polycirrus och familjen Terebellidae. Inga underarter finns listade i Catalogue of Life.